# Journal of Heterocyclic Chemistry
Journal of Heterocyclic Chemistry, abgekürzt J. Heterocyclic Chem. ist eine wissenschaftliche Fachzeitschrift, die vom Wiley-Verlag veröffentlicht wird. Die erste Ausgabe erschien im Jahr 1964. Derzeit erscheint die Zeitschrift monatlich. Es werden Artikel aus allen Bereichen der heterocyclischen Chemie veröffentlicht.
Der Impact Factor lag im Jahr 2019 bei 1,484. Nach der Statistik des ISI Web of Knowledge wird das Journal mit diesem Impact Factor in der Kategorie organische Chemie an 40. Stelle von 57 Zeitschriften geführt.
Chefredakteur ist Akkattu T. Biju (Indian Institute of Science), Bangalore, Indien.